# Ordine di Milosh il Grande
L'Ordine di Milosh il Grande fu un ordine cavalleresco del regno di Serbia.

## Storia
L'Ordine venne fondato l'11 dicembre 1898 dal re Alessandro I di Serbia per commemorare la figura del padre (ancora vivente all'atto della costituzione dell'Ordine ma non regnante in quanto aveva deciso di abdicare in favore del figlio, Alessandro appunto), al quale era stato concesso popolarmente l'appellativo di "il Grande" in quanto era riuscito per primo a far elevare il secolare principato serbo in regno.
L'Ordine venne soppresso nel 1903 quando la dinastia degli Obrenovic venne rovesciata a favore di quella dei Karageorgevic.

## Insegne

Alessandro I di Serbia fondatore e unico Gran Maestro dell'Ordine,porta l'insegna di Cavaliere di Gran Croce

- Alessandro I di Serbia fondatore e unico Gran Maestro dell'Ordine,porta l'insegna di Cavaliere di Gran Croce La medaglia dell'Ordine era costituita da un ovale in oro riportante al centro una miniatura in ceramica del re Milano I di Serbia, sotto il quale si trova un'aquila con le ali spiegate riportante in petto lo stemma del regno serbo. Il tutto era sormontato dalla corona reale serba in oro.
- La stella dell'Ordine riprendeva le medesime forme della medaglia che erano però montate su una stella raggiante in argento.
- Il nastro era azzurro.